# علاء الدين حسن
علاء الدين حسن (مواليد 30 يناير 2000) هو لاعب كرة قدم فلسطيني من عرب 48 مولود في المشهد في إسرائيل يلعب لصالح النادي العربي في دوري نجوم قطر ومنتخب فلسطين لكرة القدم في مركز جناح.

## وصلات خارجية
- علاء الدين حسن على موقع ناشيونال فوتبول تيمز (الإنجليزية)
- علاء الدين حسن على موقع Soccerway.com (الإنجليزية)